# 침산장
침산장(砧山莊)은 대한제국과 일제강점기의 관료, 정치인인 박중양이 1908년 혹은 1906년부터 1959년까지 거주하던 자택이었다. 서울에 집이 있던 박중양은 일제강점기 중반 무렵 서울에서 거주하다가 해방 후 다시 침산장으로 내려와 은거하였다. 1999년 친일파의 집이라는 이유로 철거되었다. 박중양의 별명이 박작대기였으므로 박작대기댁, 박작대기 고택이라고도 불렀다. 대구광역시 북구 침산1동 1652번지 원대 부락에 존속했었다.

## 개요
대구직할시 북구 침산1동 1652번지로, 침산2동 오봉산 아래에 있었으며, 검은색 현무암 석벽으로 둘러싸여 있던 검은 색 기와집 건물이었다. U자 형태로 안채와 별채, 입구에서 오른쪽에 사랑채가 있었고, 손님들이 묵어가도록 만든 별도의 방이 1동 사랑채 뒤편에 더 있었다. 그밖에 마당은 넓어서 담장 안에 약 1~3평 정도의 텃밭과 양봉시설도 있었다. 1906년(광무 9년) 박중양이 농상공부 주사 또는 대구판관으로 부임했을 때부터 거주하기 시작했다는 설과 1908년(융희 2년) 경상북도관찰사로 부임한 직후부터 거주하기 시작했다는 설이 있다. 이후 박중양은 선조들이 살던 침산으로 본적지를 옮겼고, 부모 박정호, 전주이씨 내외의 묘소를 근처 오봉산의 정상에 안장하였다.
1949년 3월 1일 당시 침산장을 방문한 건국공론사 기자에 의하면 '얕은 죽림(竹林)을 밖으로 두르고 조선시대의 행세하는 큰 종가를 연상케 하는 높다란 와가(瓦家) 3동, 거무스레한 벽돌담이 고성처럼 둘러쌌고, 대문이 높기는 하나 이제는 영광은 사라지고 바람마저도 쓸쓸히 지나간다.'고 하였다.
일제강점기 중반 무렵에는 황해도와 충청북도, 황해도 도지사로 부임하였으므로 도지사 관사에서 생활했고, 중추원 참의와 부의장 재직 중에는 경성에서 거주하였다. 1945년 8월 해방 후 경성 집을 처분하고 내려와 여생을 보냈다. 박중양 사후 그의 자녀들도 대부분 일찍 사망했으므로, 침산장 저택은 다른 사람에게 넘어가 돌담, 대문, 가옥 등이 개조되어 쓰이다가 1999년 친일파가 살던 집이라는 이유로 철거되었다.

## 기타
박중양의 집에는 기자조선시대의 정전법을 그린 병풍과 충무공의 거북선을 그린 병풍이 있었다 한다.

## 참조
1. ↑  현암조상원추모문집간행위원회, 《현암 조상원》 (현암사, 2001) 380페이지
2. ↑  현암조상원추모문집간행위원회, 《현암 조상원》 (현암사, 2001) 382페이지

## 같이 보기
| - 이화장 - 경교장 - 돈암장 - 안동장 - 낙산장 - 삼청장 - 혜화장 - 박중양 - 박문웅 - 윤필오 - 자제단 - 이상백 - 술회 - 박중양 일기 | - 일소대 - 침산공원 - 대구읍성 - 오봉산 - 태평관 - 대구 약령시 - 염농산 - 이상화 - 정칠성 |